# Asmidiske
Asmidiske, nota anche come Xi Puppis (ξ Pup), è una stella supergigante gialla di magnitudine 3,34 situata nella costellazione della Poppa. Dista 1348 anni luce dal sistema solare. Il nome tradizionale è molto simile a quello di una stella vicina, Aspidiske (Iota Carinae), con la quale non è da confondere.

## Osservazione
Si tratta di una stella situata nell'emisfero celeste australe; grazie alla sua posizione non fortemente australe, può essere osservata dalla gran parte delle regioni della Terra, sebbene gli osservatori dell'emisfero sud siano più avvantaggiati. Nei pressi dell'Antartide appare circumpolare, mentre resta sempre invisibile solo in prossimità del circolo polare artico. Essendo di magnitudine 3,3, la si può osservare anche dai piccoli centri urbani senza difficoltà, sebbene un cielo non eccessivamente inquinato sia maggiormente indicato per la sua individuazione.
Il periodo migliore per la sua osservazione nel cielo serale ricade nei mesi compresi fra dicembre e maggio; da entrambi gli emisferi il periodo di visibilità rimane indicativamente lo stesso, grazie alla posizione della stella non lontana dall'equatore celeste.

## Caratteristiche fisiche
La stella è una supergigante gialla di circa 9 masse solari ed un raggio 120 volte quello del Sole. Nonostante l'età stimata sia inferiore ai 30 milioni di anni è già in avanzato stadio evolutivo. Ha una magnitudine assoluta di -4,74 ed una luminosità 8300 volte quella solare, inoltre pare una stella piuttosto ricca di metalli, visto che ne contiene il 60% più del Sole.

## Sistema stellare
Ci sono evidenze che Xi Puppis possa avere una compagna a sole 2 UA, che le orbita intorno nel periodo di un anno, mentre un'altra stella, separabile visualmente e di magnitudine 13,0, si trova a 4,8 secondi d'arco dalla principale ed ha con angolo di posizione di 190 gradi.
Questa componente è simile al Sole ed orbita a 2000 UA di distanza in un periodo di almeno 26.000 anni